# Wereldkampioenschap superbike van Spielberg 1998
Het wereldkampioenschap superbike van Spielberg 1998 was de tiende ronde van het wereldkampioenschap superbike en de negende ronde van de wereldserie Supersport 1998. De races werden verreden op 30 augustus 1998 op de A1 Ring nabij Spielberg, Oostenrijk.
Fabrizio Pirovano werd gekroond tot kampioen in de Supersport-klasse met een overwinning in de race, wat genoeg was om zijn laatste concurrenten achter zich te houden.

## Superbike

### Race 1
| Pos | Nr  | Rijder              | Constructeur | Rondes | Tijd                | Grid | Punten |
| --- | --- | ------------------- | ------------ | ------ | ------------------- | ---- | ------ |
| 1   | 111 | Aaron Slight        | Honda        | 25     | 38:03.873           | 1    | 25     |
| 2   | 7   | Pierfrancesco Chili | Ducati       | 25     | +1.155              | 5    | 20     |
| 3   | 2   | Carl Fogarty        | Ducati       | 25     | +1.321              | 6    | 16     |
| 4   | 4   | Akira Yanagawa      | Kawasaki     | 25     | +7.771              | 2    | 13     |
| 5   | 8   | James Whitham       | Suzuki       | 25     | +9.262              | 3    | 11     |
| 6   | 11  | Troy Corser         | Ducati       | 25     | +15.465             | 4    | 10     |
| 7   | 45  | Colin Edwards       | Honda        | 25     | +19.287             | 9    | 9      |
| 8   | 5   | Neil Hodgson        | Kawasaki     | 25     | +19.684             | 7    | 8      |
| 9   | 41  | Noriyuki Haga       | Yamaha       | 25     | +23.902             | 12   | 7      |
| 10  | 6   | Peter Goddard       | Suzuki       | 25     | +35.152             | 8    | 6      |
| 11  | 35  | Gregorio Lavilla    | Ducati       | 25     | +36.285             | 13   | 5      |
| 12  | 44  | Scott Russell       | Yamaha       | 25     | +36.358             | 11   | 4      |
| 13  | 39  | Alessandro Gramigni | Ducati       | 25     | +1:10.238           | 14   | 3      |
| 14  | 48  | Andreas Meklau      | Ducati       | 25     | +1:16.925           | 10   | 2      |
| 15  | 15  | Igor Jerman         | Kawasaki     | 25     | +1:20.589           | 18   | 1      |
| 16  | 19  | Lucio Pedercini     | Ducati       | 25     | +1:34.509           | 16   |        |
| 17  | 57  | Erkka Korpiaho      | Kawasaki     | 25     | +1:34.646           | 15   |        |
| 18  | 12  | Mario Innamorati    | Kawasaki     | 24     | +1 ronde            | 17   |        |
| 19  | 54  | Johann Wolfsteiner  | Kawasaki     | 24     | +1 ronde            | 21   |        |
| 20  | 52  | Gerhard Esterer     | Kawasaki     | 24     | +1 ronde            | 24   |        |
| 21  | 50  | Jiří Mrkývka        | Honda        | 24     | +1 ronde            | 27   |        |
| 22  | 58  | Gernot Szakolczai   | Kawasaki     | 24     | +1 ronde            | 22   |        |
| 23  | 53  | Vladimír Karban     | Suzuki       | 23     | +2 ronden           | 30   |        |
| 24  | 71  | Ossi Niederkircher  | Suzuki       | 23     | +2 ronden           | 28   |        |
| 25  | 68  | Ali Guettouche      | Kawasaki     | 23     | +2 ronden           | 29   |        |
| 26  | 75  | Franz Mundsperger   | Kawasaki     | 23     | +2 ronden           | 31   |        |
| DNF | 59  | Christian Zaiser    | Honda        | 2      | Uitgevallen         | 25   |        |
| DNF | 55  | Manfred Kainz       | Kawasaki     | 2      | Uitgevallen         | 20   |        |
| DNF | 27  | Frédéric Protat     | Ducati       | 2      | Uitgevallen         | 23   |        |
| DNF | 10  | Andrew Stroud       | Kawasaki     | 1      | Uitgevallen         | 19   |        |
| DNS | 67  | Sebastian Vitzthum  | Ducati       | 0      | Niet gestart        | 26   |        |
| DNQ | 76  | Ernst Schuller      | Kawasaki     | 0      | Niet gekwalificeerd |      |        |
| DNQ | 73  | Anton Rechberger    | Suzuki       | 0      | Niet gekwalificeerd |      |        |

### Race 2
| Pos | Nr  | Rijder              | Constructeur | Rondes | Tijd                | Grid | Punten |
| --- | --- | ------------------- | ------------ | ------ | ------------------- | ---- | ------ |
| 1   | 111 | Aaron Slight        | Honda        | 25     | 38:03.213           | 1    | 25     |
| 2   | 2   | Carl Fogarty        | Ducati       | 25     | +0.181              | 6    | 20     |
| 3   | 7   | Pierfrancesco Chili | Ducati       | 25     | +1.972              | 5    | 16     |
| 4   | 4   | Akira Yanagawa      | Kawasaki     | 25     | +6.014              | 2    | 13     |
| 5   | 11  | Troy Corser         | Ducati       | 25     | +6.281              | 4    | 11     |
| 6   | 8   | James Whitham       | Suzuki       | 25     | +19.436             | 3    | 10     |
| 7   | 35  | Gregorio Lavilla    | Ducati       | 25     | +19.881             | 13   | 9      |
| 8   | 6   | Peter Goddard       | Suzuki       | 25     | +19.934             | 8    | 8      |
| 9   | 45  | Colin Edwards       | Honda        | 25     | +23.665             | 9    | 7      |
| 10  | 5   | Neil Hodgson        | Kawasaki     | 25     | +24.238             | 7    | 6      |
| 11  | 44  | Scott Russell       | Yamaha       | 25     | +38.571             | 11   | 5      |
| 12  | 41  | Noriyuki Haga       | Yamaha       | 25     | +46.417             | 12   | 4      |
| 13  | 48  | Andreas Meklau      | Ducati       | 25     | +56.090             | 10   | 3      |
| 14  | 39  | Alessandro Gramigni | Ducati       | 25     | +58.383             | 14   | 2      |
| 15  | 15  | Igor Jerman         | Kawasaki     | 25     | +1:18.266           | 18   | 1      |
| 16  | 57  | Erkka Korpiaho      | Kawasaki     | 24     | +1 ronde            | 15   |        |
| 17  | 54  | Johann Wolfsteiner  | Kawasaki     | 24     | +1 ronde            | 21   |        |
| 18  | 52  | Gerhard Esterer     | Kawasaki     | 24     | +1 ronde            | 24   |        |
| 19  | 58  | Gernot Szakolczai   | Kawasaki     | 24     | +1 ronde            | 22   |        |
| 20  | 71  | Ossi Niederkircher  | Suzuki       | 24     | +1 ronde            | 28   |        |
| 21  | 68  | Ali Guettouche      | Kawasaki     | 23     | +2 ronden           | 29   |        |
| DNF | 12  | Mario Innamorati    | Kawasaki     | 23     | Uitgevallen         | 17   |        |
| DNF | 27  | Frédéric Protat     | Ducati       | 10     | Uitgevallen         | 23   |        |
| DNF | 55  | Manfred Kainz       | Kawasaki     | 7      | Uitgevallen         | 20   |        |
| DNF | 59  | Christian Zaiser    | Honda        | 7      | Uitgevallen         | 25   |        |
| DNF | 19  | Lucio Pedercini     | Ducati       | 5      | Uitgevallen         | 16   |        |
| DNF | 50  | Jiří Mrkývka        | Honda        | 4      | Uitgevallen         | 27   |        |
| DNF | 53  | Vladimír Karban     | Suzuki       | 3      | Uitgevallen         | 30   |        |
| DNS | 10  | Andrew Stroud       | Kawasaki     | 0      | Niet gestart        | 19   |        |
| DNS | 67  | Sebastian Vitzthum  | Ducati       | 0      | Niet gestart        | 26   |        |
| DNS | 75  | Franz Mundsperger   | Kawasaki     | 0      | Niet gestart        | 31   |        |
| DNQ | 76  | Ernst Schuller      | Kawasaki     | 0      | Niet gekwalificeerd |      |        |
| DNQ | 73  | Anton Rechberger    | Suzuki       | 0      | Niet gekwalificeerd |      |        |

## Supersport
| Pos | Nr | Rijder                | Constructeur | Rondes | Tijd                | Grid | Punten |
| --- | -- | --------------------- | ------------ | ------ | ------------------- | ---- | ------ |
| 1   | 8  | Fabrizio Pirovano     | Suzuki       | 23     | 37:11.081           | 4    | 25     |
| 2   | 4  | Stéphane Chambon      | Suzuki       | 23     | +0.163              | 5    | 20     |
| 3   | 2  | Vittoriano Guareschi  | Yamaha       | 23     | +6.185              | 2    | 16     |
| 4   | 5  | Massimo Meregalli     | Yamaha       | 23     | +8.866              | 7    | 13     |
| 5   | 9  | Wilco Zeelenberg      | Yamaha       | 23     | +10.225             | 10   | 11     |
| 6   | 1  | Paolo Casoli          | Ducati       | 23     | +18.475             | 8    | 10     |
| 7   | 35 | Mauro Lucchiari       | Ducati       | 23     | +20.240             | 11   | 9      |
| 8   | 70 | Christian Kellner     | Suzuki       | 23     | +24.667             | 16   | 8      |
| 9   | 11 | Giovanni Bussei       | Suzuki       | 23     | +24.775             | 12   | 7      |
| 10  | 33 | Robert Ulm            | Yamaha       | 23     | +25.453             | 9    | 6      |
| 11  | 19 | Walter Tortoroglio    | Suzuki       | 23     | +28.142             | 15   | 5      |
| 12  | 52 | James Toseland        | Honda        | 23     | +38.102             | 26   | 4      |
| 13  | 56 | Thomas Körner         | Kawasaki     | 23     | +38.611             | 21   | 3      |
| 14  | 57 | Angelo Conti          | Suzuki       | 23     | +38.693             | 18   | 2      |
| 15  | 21 | Roberto Teneggi       | Ducati       | 23     | +39.490             | 20   | 1      |
| 16  | 61 | Francesco Monaco      | Ducati       | 23     | +39.577             | 31   |        |
| 17  | 34 | Giuseppe Fiorillo     | Suzuki       | 23     | +48.861             | 17   |        |
| 18  | 31 | Thomas Hinterreiter   | Kawasaki     | 23     | +48.936             | 19   |        |
| 19  | 22 | Stefan Nebel          | Kawasaki     | 23     | +50.571             | 28   |        |
| 20  | 20 | Werner Daemen         | Kawasaki     | 23     | +51.843             | 27   |        |
| 21  | 13 | Kirk McCarthy         | Honda        | 23     | +59.477             | 22   |        |
| 22  | 39 | Franz Haslinger       | Honda        | 23     | +1:01.605           | 33   |        |
| 23  | 38 | Klaus Grammer         | Suzuki       | 22     | +1 ronde            | 29   |        |
| DNF | 18 | Cristiano Migliorati  | Ducati       | 22     | Uitgevallen         | 3    |        |
| DNF | 43 | Jürgen Oelschläger    | Honda        | 19     | Uitgevallen         | 37   |        |
| DNF | 28 | Javier Rodríguez      | Yamaha       | 18     | Uitgevallen         | 14   |        |
| DNF | 83 | Ferdinando Di Maso    | Ducati       | 16     | Uitgevallen         | 36   |        |
| DNF | 41 | David Muscat          | Ducati       | 15     | Uitgevallen         | 13   |        |
| DNF | 42 | Andrea Mazzali        | Ducati       | 15     | Uitgevallen         | 34   |        |
| DNF | 16 | Sébastien Charpentier | Honda        | 9      | Uitgevallen         | 24   |        |
| DNF | 37 | Serafino Foti         | Bimota       | 6      | Uitgevallen         | 23   |        |
| DNF | 17 | Pere Riba             | Ducati       | 3      | Uitgevallen         | 1    |        |
| DNF | 27 | Camillo Mariottini    | Kawasaki     | 2      | Uitgevallen         | 25   |        |
| DNF | 32 | Horst Saiger          | Yamaha       | 1      | Uitgevallen         | 38   |        |
| DNF | 3  | Yves Briguet          | Ducati       | 0      | Uitgevallen         | 6    |        |
| DNF | 12 | Albert Aerts          | Yamaha       | 0      | Uitgevallen         | 30   |        |
| DNF | 30 | Alain Kempener        | Yamaha       | 0      | Uitgevallen         | 35   |        |
| DNS | 87 | Roberto Panichi       | Bimota       | 0      | Niet gestart        | 32   |        |
| DNQ | 49 | Peter Schneider       | Kawasaki     | 0      | Niet gekwalificeerd |      |        |
| DNQ | 96 | Claude-Alain Jäggi    | Ducati       | 0      | Niet gekwalificeerd |      |        |

## Tussenstanden na wedstrijd

### Superbike
| Pos | Nr  | Rijder              | Team   | Punten |
| --- | --- | ------------------- | ------ | ------ |
| 1   | 11  | Troy Corser         | Ducati | 296,5  |
| 2   | 111 | Aaron Slight        | Honda  | 295    |
| 3   | 2   | Carl Fogarty        | Ducati | 277,5  |
| 4   | 7   | Pierfrancesco Chili | Ducati | 264,5  |
| 5   | 45  | Colin Edwards       | Honda  | 249,5  |

### Supersport
| Pos | Nr | Rijder               | Team   | Punten |
| --- | -- | -------------------- | ------ | ------ |
| 1   | 8  | Fabrizio Pirovano    | Suzuki | 151    |
| 2   | 2  | Vittoriano Guareschi | Yamaha | 124    |
| 3   | 4  | Stéphane Chambon     | Suzuki | 121    |
| 4   | 1  | Paolo Casoli         | Ducati | 92     |
| 5   | 5  | Massimo Meregalli    | Yamaha | 80     |

1988 · 1989 · 1990 · 1991 · 1992 · 1993 · 1994 · 1997 · 1998 · 1999